# Philia

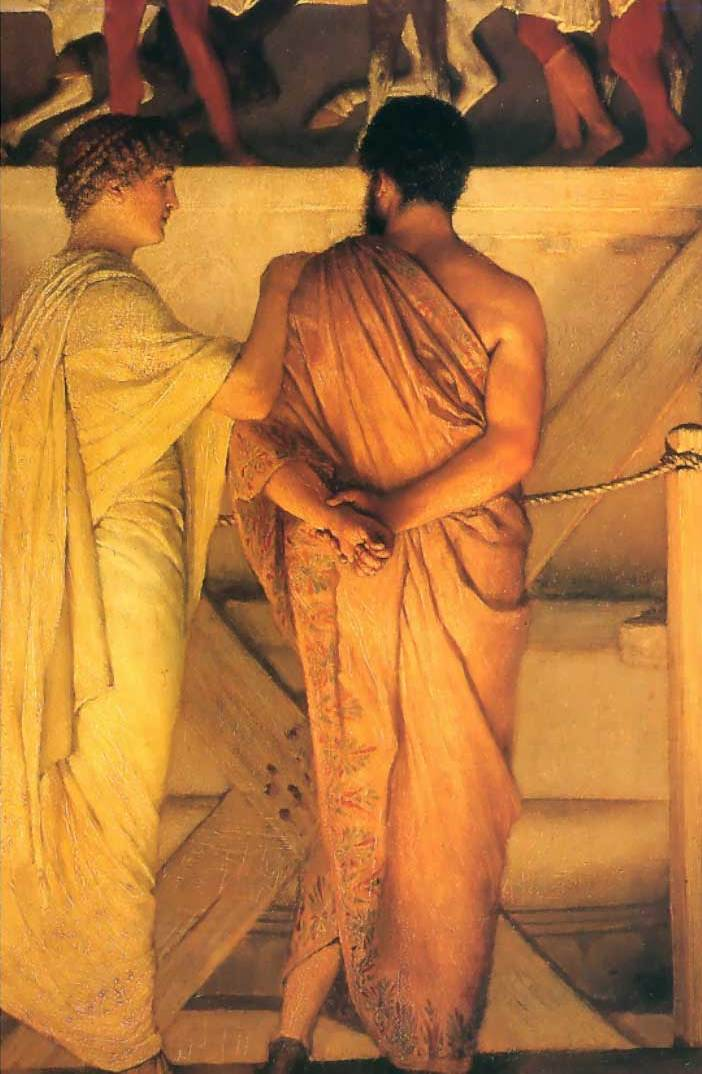
Detalhe do escultor Fídias mostrando o Friso do Partenon para seus amigos por Lawrence Alma-Tadema (1868)

Philia (em grego: φιλíα; romaniz.: philia, filia) retirado do tratado de Ética a Nicômaco de Aristóteles, o termo é traduzido geralmente como "amizade", e às vezes também como "amor". Embora de fato o uso deste termo é muito mais amplo do que o primeiro. Como Gerard Hughes diz, nos livros VIII e IX, Aristóteles da exemplos de philia incluindo:: "os amantes novos (1156b2), os amigos para toda a vida (1156b12), as cidades com os outros (1157a26), os contatos políticos ou de negócio (1158a28), os pais e as crianças (1158b20), o companheiro de viagem e os companheiros de armas (1159b28), os membros da mesma sociedade religiosa, ou mesmo no jantar (1160a19), ou mesmo na tribo (1161b14), de um sapateiro e da pessoa que compra dele (1163b35). " Todos estes diferentes relacionamentos envolvem o bem com o outro, embora Aristóteles implica às vezes que existe algo mais do que o simples gostar seja exigido. Quando está falando sobre o caráter ou a disposição que cai entre a adulação ou a bajulação para uns e impertinência ou truculência para outros, diz que neste estado: "não se tem nenhum nome, mas pareceria ser a maioria das vezes como [philia]; para o categorizar a pessoa no estado intermediário é exatamente aquilo que nós queremos dizer a um amigo decente, a não ser por aquilo que o amigo também acha de nós." (1126b21) Esta passagem indica também que, embora larga, a noção de philia ela deve ser mútua, e exclui assim relacionamentos com objetos inanimados, embora philia com animais, tais como animais de estimação, seja permitida (ver 1155b27– 31).
Em sua Retórica, Aristóteles define a atividade envolvida na philia (τὸ φιλεῖ n) como:

querendo para alguém o que se pensa de bom, e por sua causa e não pelas nossas próprias, e assim estar inclinado, tão tempo quanto puder, fazer tais coisas por ele— 1380b36– 1381a2
John M. Cooper discute que isto indica: 

Que a ideia central de φιλíα é aquela de fazer bem por alguém para sua própria causa, fora do interesse para com  ele  (e não, ou não meramente, fora do interesse para si mesmo). [… Assim] os formatos diferentes de φιλíα [como listado acima] poderiam ser vistos apenas como os contextos e as circunstâncias diferentes em que este tipo de bem-fazer mútuo pode ser realizado— 
Aristóteles diz que a philia ser necessária como um meio para atingir a felicidade ("ninguém escolheria viver sem amigos mesmo se tiver todos os outros bens" [1155a5– 6]) e a nobreza ou gentileza (καλόν) para si.

## Tipos
Aristóteles discute que há três tipos de philia, quando "nem tudo é amor, mas [somente] o cativante, seja ele bom ou agradável ou útil" (1155b18– 19). Nós podemos assim distinguir entre:
- Philia baseada na vantagem mútua (amor para o que é útil).
- Philia baseada no prazer mútuo (amor para o que é agradável).
- Philia baseada na admiração mútua (amor para o que é bom).

Estes tipos não são mutuamente exclusivos, mas podem se sobrepor. O terceiro tipo pode envolver os outros dois tipos também, ele é, argumenta, o melhor dos três. O admiração mútua envolve a natureza de outra pessoa, não simplesmente como o afetam (sendo útil ou apenas divertida), e é também, conseqüentemente, a mais provável de se durar ("se alguém não é mais agradável ou útil, o outro deixa de ama-lo" [1156a21– 22]). Além disso, a philia do terceiro tipo é boa para si, visto que a philia dos dois primeiros tipos podem envolver a vantagem mútua entre aqueles envolvidos em um negócio ou algo que traga o prazer mútuo dos envolvidos no abuso do outro; relacionamentos que são maus para si.

Agora é possível que pessoas más também [como as boas] sejam amigas para o prazer ou a utilidade, para que as pessoas decentes sejam amigos se baseia nas pessoas, e para alguém sem nenhum caráter seja amigo de alguém com outro tipo de caráter. Claramente, entretanto, somente as boas pessoas podem ser amigos por causa apenas da própria outra pessoa; para pessoas más não se encontrar nenhuma apreciação na outra pessoa que não seja algum benefício.— 1157a18– 21

## Relação com a autossuficiência
Aristóteles reconhece que há um conflito aparente entre o que diz sobre philia e o que diz em outra parte (e o que é prendido extensamente naquele tempo) sobre a natureza da autossuficiência de vida

diz-se que os povos abençoados e felizes e autossuficientes não têm nenhuma necessidade de amigos. Já têm para si [tudoOriginal {{{{{língua}}}}}: 1169a4– 6— todos] os bens, e daqui, sendo autossuficientes, não tem necessidade de nada mais.
Oferece-se várias respostas. A primeira é baseada no bondade inerente de agir para e concernido para outro ("os trabalhos excelentes das pessoas para seus amigos e para seu país nativo, e estes morrerão pelo dever" [1169a19– 20]); assim, ser uma pessoa completamente virtuosa e cumprida envolve necessariamente ter outra para quem um é &mdash concernido; sem eles, a vida está incompleta:

a vida da pessoa solitária é dura, desde que não é fácil para ele ser continuamente ativo tudo por si mesmo; mas com relação a outro e em sua companhia é mais fácil.— 1170a6– 8
A resposta de Aristóteles à segunda é: "a vida do pessoa boa permite juntamente o cultivar da virtude" (1170a12). Finalmente, discute que um amigo é "outro oneself", e o prazer que a pessoa virtuosa começa de sua própria vida é encontrado assim também na vida de uma outra pessoa virtuosa. "Qualquer um que deve ser feliz, então, obrigação tem amigos excelentes" (1170b19).

## Altruísmo e egoísmo
Para Aristóteles, a fim de sentir a forma mais elevada de philia para com o outro, se deve senti-la consigo mesmo; o objeto da philia é, em resumo, um "outro inteiro". Este sentimento para consigo não remete Aristóteles ao egoísmo, naturalmente. O amor próprio não é incompatível com o amor aos outros. Aristóteles é cuidadoso em distinguir o tipo de amor próprio que é condenável (atribuído a "aqueles que se premiam com a maior parte do dinheiro, das honras, e dos prazeres corporais. Estes são os bens desejados e buscados ansiosamente por muitos, na suposição de que são os melhores" [1168b17– 19]) daquele que deve ser admirado (atribuído a alguém que "está sempre desejoso, sobretudo, para executar ações justas e moderadas ou quaisquer outras ações que estejam de acordo com as virtudes, e que no geral sempre ganha para si o que está bom [nobre, correto]" [1168b25– 27]). De fato:

a pessoa boa deve ser uma amante de si própria, já que ela ajudará a si mesma e beneficiará aos outros executando ações boas. Mas a pessoa perversa não deve amar a si própria, já que ela prejudicará a si mesma e a seus vizinhos, ao seguir seus sentimentos básicos.— 1169a12– 15
Aristóteles também é confirmado, quando Hughes coloca:

a única razão plenamente justificável para se fazer qualquer coisa é que essa maneira de agir contribuirá para uma vida realizada.— 
Assim ações de philia podem parecer essencialmente egoístas, aparentemente feitas para ajudar aos outros, mas são de fato planejadas para melhorar a felicidade do agente. Entretanto isso confunde a natureza da ação com a sua motivação; a pessoa boa não executa uma ação para ajudar um amigo porque isso lhe dará satisfação; executa-a para ajudar um amigo, e ao fazer isso deixa seu amigo e ela própria feliz. Deste modo a ação é boa por si própria e pelo efeito que produz na felicidade do agente.